# Lethrus apterus
Lethrus apterus là một loài bọ cánh cứng trong họ Geotrupidae. Loài này được Laxmamann miêu tả khoa học năm 1770.